# Ole Pedersen (politiker)
 For alternative betydninger, se Ole Pedersen. (Se også artikler, som begynder med Ole Pedersen)
Ole Pedersen (født 13. oktober 1822 i Sasserup, død 5. marts 1899 samme sted) var en dansk gårdejer og politiker. Han var medlem af Folketinget fra 1874 til 1879.
Pedersen blev født i Sasserup i Søstrup Sogn sydvest for Holbæk som søn af fæstebonde Peder Olsen. Han overtog sin fars gård da faren gik på aftægt på gården i 1849, og boede på gården, som var på 5 tønder hartkorn, til sin død.
Pedersen var medlem af sogneforstanderskabet i Søstrup Sogn fra 1854 til 1861 og igen fra 1865 til 1870. Desuden var han jordboniteringsmand og vandsynsmand. Han var med til at stifte Den sjællandske Bondestands Sparekasse og var fra 1871 bestyrer i sparekassen.
Han stillede op til Folketinget ved suppleringsvalget i Holbækkredsen som blev afholdt i januar 1874 efter Orla Lehmann Hansen var udtrådt af Folketing kort efter at være blevet valgt. Han blev valgt ved kåring og genvalgt i 1876, men genopstillede ikke ved folketingsvalget i 1879. Pedersen tilhørte Venstre.